# رایمون لند
رایمون لند (تایلندی: ไรมอน แลนด์) شرکت املاک تایلندی است، که در سال ۱۹۸۷ تأسیس شد.